# Бернштейн Сергій Натанович
Сергі́й Ната́нович Бернште́йн (*22 лютого (5 березня) 1880, Одеса, Російська імперія — †26 жовтня 1968, Москва, РРФСР) — радянський математик; член АН УРСР, АН СРСР, Паризької АН, професор Харківського університету, творець наукової школи, засновник і директор Українського інституту математичних наук у Харкові; понад 250 праць українською, німецькою, французькою мовами про диференціальні рівняння, теорію наближення функцій та теорію ймовірностей (зокрема, її аксіоматичне обґрунтування).

## Біографія
Сергій Натанович народився в родині Н. Й. Бернштейна — доктора медицини, доцента анатомії і фізіології Новоросійського університету в місті Одеса.
Навчався в університеті Сорбонна (Париж, 1899—1904), де в 1904 році захистив докторську дисертацію про розв'язання 19-ї проблеми Гільберта. Його вчителями були Еміль Пікар, Давид Гільберт і Жак Адамар.
У 1906 році після повернення в Росію, Бернштейн здав повторно магістерські іспити і в 1908 році захистив дисертацію, щоб отримати роботу.
У 1907–1908 рр. — професор Жіночих політехнічних курсів у Санкт-Петербурзі.
Від 1907 р. — приват-доцент Харківського університету, водночас у 1908–1918 рр. — професор Вищих жіночих курсів у Харкові. У 1920—1933 рр. — професор Харківського університету, керівник науково-дослідної кафедри прикладної математики.
У 1928—1931 рр. — директор Українського інституту математичних наук (Харків).
У 1933—1941 роках професор Ленінградського політехнічного інституту і ЛДУ, з 1935 працював у Математичному інституті АН СРСР. Іноземний член Паризької АН (1955).
З його ім'ям пов'язана організація кафедри прикладної математики, а пізніше науково-дослідної кафедри; потім організація в Харкові Всеукраїнського науково-дослідного інституту математичних наук (1928) і організація першого Всесоюзного з'їзду математиків (Харків, 1930). Сергій Натанович брав участь у багатьох нарадах з організації наукової роботи в Україні і відновленню нормальної діяльності вищих навчальних закладів.
Часто говорять, що в своїй творчості Бернштейн продовжував традиції петербурзької математичної школи П. Л. Чебишева, А. А. Маркова та О. М. Ляпунова.

## Праці
Основні роботи відносяться до теорії диференціальних рівнянь, теорії функцій і теорії ймовірностей. Він встановив умови аналітичності розв'язків рівнянь 2-го порядку еліптичного і параболічного типів, розробив нові методи розв'язування граничних задач для нелінійних рівнянь еліптичного типу. Продовжуючи і розвиваючи ідеї П. Л. Чебишова про наближення функцій многочленами, Бернштейн і його учні створили нову галузь теорії функцій — конструктивну теорію функцій. У теорії ймовірностей Бернштейн розробив першу (1917) аксіоматику, продовжив і в деякому відношенні завершив дослідження петербурзької школи Чебишева — Маркова з граничних теорем, розробив теорію слабкозалежних величин, досліджував стохастичні диференційні рівняння і вказав на низку застосувань ймовірнісних методів у фізиці, статистиці і біології.
Автор «Курсу теорії ймовірностей», який визнаний видатним явищем у світовій теоретико-ймовірнісній літературі.

## Відзнаки і нагороди
- Удостоєний премії Бельгійської академії наук в 1911 р.
- Удостоєний премії ім. Бордена Паризької академії наук в 1926 р.
- Іноземний член-кореспондент Академії природничих наук (Паризької академії наук) Інституту Франції з 1928 р., іноземний дійсний член з 1945 р.
- Почесний член Московського математичного товариства з 1940 р.
- Лауреат Державної премії СРСР (1942).
- Член Французького математичного товариства з 1944 р.
- Почесний доктор Алжирського університету з 1944 р.
- Почесний доктор наук Паризького університету (Сорбонна, Франція) з 1945 р.[7]